# Саят-Нова (ансамбль)
Государственный ансамбль ашугской песни «Саят-Нова» (арм. «Սայաթ Նովա» աշուղական երգի պետական անսամբլ) — ансамбль ашугской музыки из Еревана.

## История
Ансамбль армянской гусанской песни имени Саят-Новы был создан в 1927 году армянским певцом Шарой Тальяном. Название получил в честь великого армянского ашуга Саята-Новы. С 1942 года художественным руководителем ансамбля был народный артист Республики Армения Вагаршак Саакян. В 1972 году ансамбль прекратил своё существование.

### Художественные руководители
- 1927—1942 — Шара Тальян
- 1942—1972 — Вагаршак Саакян

## Воссоздание
Через 20 лет, в 1992 году, ашуг Товмас Погосян воссоздал коллектив, который действует поныне. Руководителем по инструметальной части является Артём Хачатрян. Основными инструментами, используемыми в ансамбле являются: тар, саз, сантур, дап, каманча, камни. 

### Репертуар
В репертуаре ансамбля более 300 песен, включая произведения ашугов. 